# Silvestre de Sacy
Antoine-Isaac, baró Silvestre de Sacy (21 de març de 1758 - 21 de febrer de 1838) fou un lingüista i orientalista francès, pare d'Ustazade Silvestre de Sacy.

## Biografia
Fill d'un notari parisenc d'origen jansenista que morí jove, de manera que l'educació del fill recaigué sobre la mare.
Estudiant de llengües semítiques, el 1795 fou nomenat professor de llengua àrab a la recentment creada École spéciale de langues orientales vivantes, on va fer de mestre amb alumnes provinents de tot Europa, com el francès Jean François Champollion, els alemanys Heinrich Leberecht Fleischer i Johann Gustav Stickel, el suec Johan David Åkerblad, o l'espanyol Pascual de Gayangos y Arce. Fruit d'aquesta activitat didàctica va publicar els treballs Chrestomatie Arabe (3 vols., 1806), Grammarie Arabe (1810) i Anthologie grammaticale (1829).
El 1806 va ser nomenat a més professor de llengua persa. Nomenat baró el 1813, el 1815 va ser nomenat rector de la Universitat de París i, durant la segona restauració, va tenir un paper actiu en la comissió d'instrucció pública. El 1822 va ser membre fundador, conjuntament amb Jean-Pierre Abel-Rémusat, de la Société asiatique. Des de 1832 va ser secretari perpetu de l'Acadèmia d'Inscripcions. Aquell mateix any va ser nomenat par de França.

## Obra
Els seus primers treballs com a lingüista i orientalista les va realitzar sobre inscripcions Pahlavi dels Reis sassànides el 1791. Durant aquests anys va començar també els seus estudis sobre la religió dels drusos, però els resultats finals de les seves investigacions només es van publicar pòstumament i incomplets, Exposé de la religion des Druzes (2 vols, 1838).
Entre les seves obres destaquen també la seva Calila et Dimna, (1816).

### Obres Originals
- Mémoires sur l'histoire des Arabes avant Mahomet, París, 1785
- Mémoires sur diverses antiquites de la Perse, París, 1793
- Principes de Grammaire générale, mis à la portée des enfans, et propres à servir d'introduction à l'étude de toutes les langues, París, 1799, 8a reimp. 1852
- Chrestomathie arabe, ou extraits de divers écrivains arabes : tant en prose qu’en vers, à l'usage des élèves de l'École spéciale des Langues Orientales vivantes, 3 volums, París, 1806; 2a ed. 1826
- Grammaire arabe à l'usage des élèves de l'École Spéciale des Langues Orientales Vivantes : avec figures, 2 volumes, París, 1810; 2a ed. 1831
- Mémoire sur les monuments de Kirmanshah ou Bisutun, París, 1815
- Mémoires d'histoire et de littérature orientales, París, 1818 (Conté el famós article «Mémoire sur la dynastie des Assassins et sur l'étymologie de leur nom», p. 322-403
- Anthologie grammaticale arabe, ou morceaux choisis de divers grammairiens et scholiastes arabes …, París, 1829
- Exposé de la religion des Druzes, 2 volums, París, 1838

### Traduccions (selecció)
- Mīr Ḫwānd, Histoire des Rois de Perse de la Dynastie des Sassanides, 1793
- Aḥmad Ibn-Alī al-Maqrīzī, Traité des monnoies Musulmanes, 1797
- Abd-al-Laṭīf al-Baġdādī, Relation arabe sur l'Égypte, Paris, 1810
- Bīdpāī, Calila et Dimna ou fables de Bidpai, 1816
- Farīd-ad-Dīn 'Attar, Pend-Nameh : ou Le Livre des conseils, trad. et publié par Silvestre de Sacy, Paris, Debure, 1819
- Al-Qāsim Ibn-Alī al-Ḥarīrī, Les séances de Hariri, Paris, 1822
- Ǵāmi, Nūr-ad-Dīn Abd-ar-Rahmān, Vie des Soufis ou les haleines de la familiarité, Paris, Imprimerie royale, 1831
- Yehûdā Ben-Šelomo al-Ḥarîzî, Extrait du Séfer Tahkémoni, 1833